# Ganswindt (Mondkrater)
Ganswindt ist ein Einschlagkrater auf der Mondrückseite im Amundsen-Ganswindt-Becken. Er liegt in der Nähe des Südpols, zwischen dem etwas kleineren Idel’son und dem riesigen Schrödinger.
Der Krater weist einen Zentralberg auf, im südöstlichen Teil des Kraterinneren befindet sich ein kleinerer Einschlagkrater. Ganswindt ist älter als der im Nordosten direkt angrenzende Schrödinger und jünger als der im Süden angrenzende und teilweise überlagerte Idel'son, seine Entstehungszeit wird der Nektarischen Periode zugeordnet.
Der Krater wurde im Jahr 1970 von der Internationalen Astronomischen Union (IAU) nach dem deutschen Erfinder und Raketenpionier Hermann Ganswindt benannt.